# Kampfgeschwader 633
Kampfgeschwader 633 (Originaltitel: 633 Squadron) ist ein britisch-US-amerikanischer Kriegsfilm von Walter Grauman aus dem Jahr 1964. Das Drehbuch basiert auf dem gleichnamigen Roman von Frederick E. Smith. Die Premiere fand in Großbritannien im April 1964 und in den USA am 24. Juni 1964 statt. In Deutschland erschien der Film am 30. Oktober 1964 in den Kinos.

## Handlung
Das von den Deutschen besetzte Norwegen im Zweiten Weltkrieg. Der Widerstandskämpfer Erik Bergman informiert über Funk die Briten über den Standort einer Treibstofffabrik für V2-Raketen. Das Kampfgeschwader 633 der Royal Air Force bekommt den Befehl, die Fabrik zu vernichten. Der Kommandeur des Geschwaders ist Roy Grant, ein Amerikaner, der in der britischen Luftwaffe dient.
Die Treibstofffabrik scheint unangreifbar zu sein. Sie liegt am Ende eines langen und engen Fjordes unter einem Felsüberhang. Dazu wird sie von Flugabwehrgeschützen gesichert. Nur ein Zusammenbruch des Überhangs verspricht einen Erfolg. Das Geschwader 633 ist mit seinen schnellen und wendigen Maschinen des Typs de Havilland DH.98 Mosquito für den Angriff vorgesehen. Die Piloten trainieren für ihren Einsatz, währenddessen kommt es zu einer vorsichtigen Beziehung zwischen Grant und der Schwester Bergmans, Hilde.
Die norwegischen Widerstandskämpfer sollen die Flugabwehrgeschütze der Deutschen zerstören. Bergman wird jedoch von den Deutschen gefangen genommen. Unter Folter spricht er über die Pläne der Briten und Norweger.
Grant wird ausgesendet, um das Hauptgebäude der Gestapo, in dem Bergman gefoltert wird, zu zerstören. Tatsächlich schafft er es, die Linien der Deutschen zu durchbrechen und das Gebäude zu bombardieren. Bergman wird dabei getötet, Grant erreicht mit beschädigtem Fahrwerk die Heimatbasis.
Der Geheimeinsatz des Kampfgeschwaders 633 wird vorverlegt. Schon am nächsten Tag werden die Piloten ausgesendet, um den Felsvorsprung, der die deutsche Treibstofffabrik unter sich begraben soll, durch "Erdbebenbomben" zum Einsturz zu bringen. Die norwegischen Partisanen – nun ohne ihren Kommandanten Bergman – sollen die Flak-Stellungen der Deutschen vorher zerstören.
Der Angriff der Norweger schlägt fehl, die Partisanen geraten in einen Hinterhalt. Alle Männer werden getötet. Das Kampfgeschwader 633 muss nun seinen Angriff unter Flak-Beschuss durchführen, die Mission wird zum Himmelfahrtskommando. Grant zieht mit seiner Maschine das Abwehrfeuer auf sich, die anderen Piloten können das Lager zerstören. Bis auf Grants Maschine, die ebenfalls schwer getroffen wird, werden alle britischen Flieger abgeschossen. Auch Grant muss mit seiner Maschine notlanden. Sein Navigator kann mit Hilfe eines Norwegers den verwundeten Kommandeur aus dem brennenden Wrack retten.
Die Mission war erfolgreich, Grants Navigator überlebt. Ob Grant selbst im Anschluss an seine Rettung nur ohnmächtig wird oder stirbt, bleibt offen. Der Film endet mit den Worten des britischen Air Marshals Davis: „Ein Geschwader stirbt nicht.“

## Kritiken
Das Lexikon des internationalen Films über den Film: „Brillant fotografiertes Kriegsabenteuer von fragwürdiger Konstruktion mit Durchhaltetendenz.“ Die Zeitschrift Cinema zieht folgendes Fazit über diese „Konventionell, aber mit explosiven Actionszenen. Handwerklich solide, mit packenden Bildern.“ Die Variety lobte die „spektakuläre Leistung und die technisch explosive Darstellung“, kritisierte aber zugleich die „seichte Charakterzeichnung.“ Der TV Guide urteilt ähnlich. Zwar seien die Actionszenen „atemberaubend“, doch der Film wird durch „absurde Dialoge und einer unnötigen Romanze“ behindert.

## Hintergrund
Die Dreharbeiten fanden in Schottland und auf der geschlossenen RAF-Basis Bovington, Grafschaft Hertfordshire, statt. Obwohl der Film in Norwegen spielt, wurde dort nicht gedreht.
Es wurden sieben Mosquito-Maschinen verwendet, von denen vier flugtauglich und nur drei auf dem Boden bewegbar waren. Der Angriff auf das Tanklager wurde mit Modellen im Maßstab 1:48 durchgeführt, während die meisten Flugsequenzen im Film Ausschnitte aus Archivaufnahmen sind. Die im Film dargestellten deutschen Flugzeuge waren Maschinen vom Typ Messerschmitt Bf 108, die zum Typ Messerschmitt Bf 109 umlackiert wurden.
Cliff Robertson, Donald Houston und Regisseur Grauman dienten im Zweiten Weltkrieg bei der Luftwaffe. Robertson bekam seine Rolle jedoch nicht nur wegen seiner Pilotenkenntnissen. Er wurde auch verpflichtet, um internationale (in erster Linie amerikanische) Finanziers für den Film zu finden. Seine Vorbehalte gegenüber dem Drehbuch wurden durch die Verpflichtung des amerikanischen Drehbuchautors Howard Koch entkräftet.
Der Film ist der erste Farbfilm, der im von der Firma Panavision entwickelten Breitbildformat gefilmt wurde.